# Lisice (film)
Lisice je jugoslovanski črno-beli dramski film iz leta 1969, ki ga je režiral Krsto Papić in zanj napisal tudi scenarij skupaj z Mirkom Kovačem. V glavnih vlogah nastopajo Fabijan Šovagović, Adem Čejvan, Jagoda Kaloper, Ilija Ivezić, Fahro Konjhodžić, Edo Peročević, Zlatko Madunić, Ivica Vidović, Branko Špoljar in Zaim Muzaferija. Dogajanje je postavljeno v gorsko vasico blizu Vrlike, ki jo obvladuje partijec Andrija (Čejvan). V času afere Informbiro ter spora med Titom in Stalinom v vas v času poročnega slavja prideta agenta UDBE, Krešo (Ivezić) in Ćazim (Konjhodžić), ter obtožita Andrijo stalinizma.
Film je bil premierno prikazan leta 1969 v jugoslovanskih kinematografih in je naletel na dobre ocene kritikov. Na Puljskem filmskem festivalu je osvojil glavno nagrado velika zlata arena za najboljši jugoslovanski film, ob tem pa še srebrno areno za glavno igralko (Kaloper). Leta 1999 so ga hrvaški filmski kritiki v anketi uvrstili med najboljše hrvaške filme vseh časov.

## Vloge
- Fabijan Šovagović kot Ante
- Adem Čejvan kot Andrija
- Jagoda Kaloper kot Višnja
- Ilija Ivezić kot Krešo
- Fahro Konjhodžić kot Ćazim
- Ivica Vidović kot Musa
- Edo Peročević kot Baletić
- Zaim Muzaferija kot Todor
- Zlatko Madunić
- Rikard Brzeska
- Branko Špoljar kot učitelj